# 祭服
祭服（さいふく）とは
1. 祭祀の際に神官などが着る衣服の総称。
2. 天皇が神事の際に着る礼服。帛御服（はくのごふく）など。
3. キリスト教で聖職者が着用する衣服や装飾品。本項で詳述。

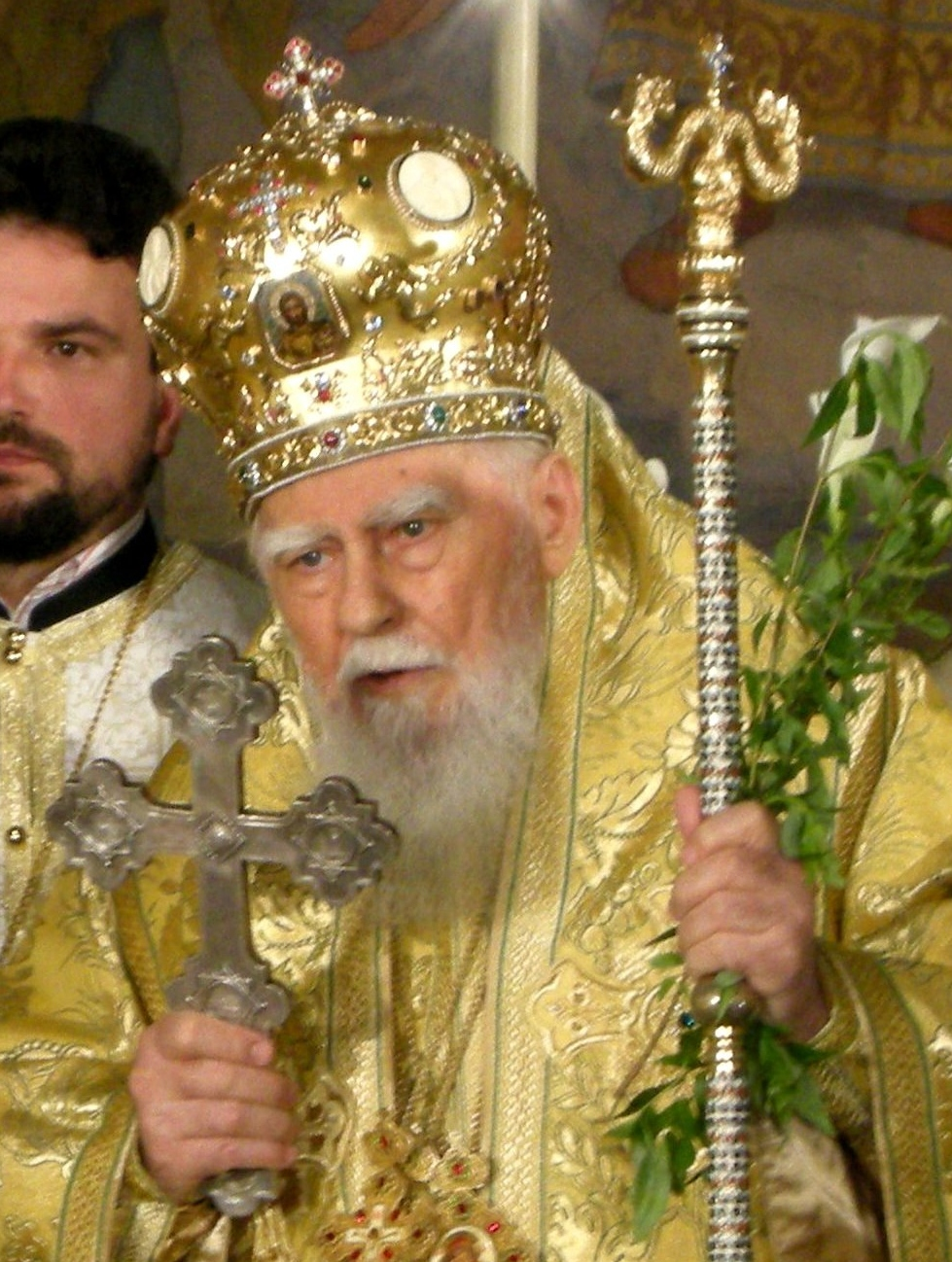
ブルガリア正教会のマクシム総主教。頭にミトラ (宝冠)を着用し、胸にはパナギアをかけ、右手には手持ち十字架、左手には権杖を持っている。

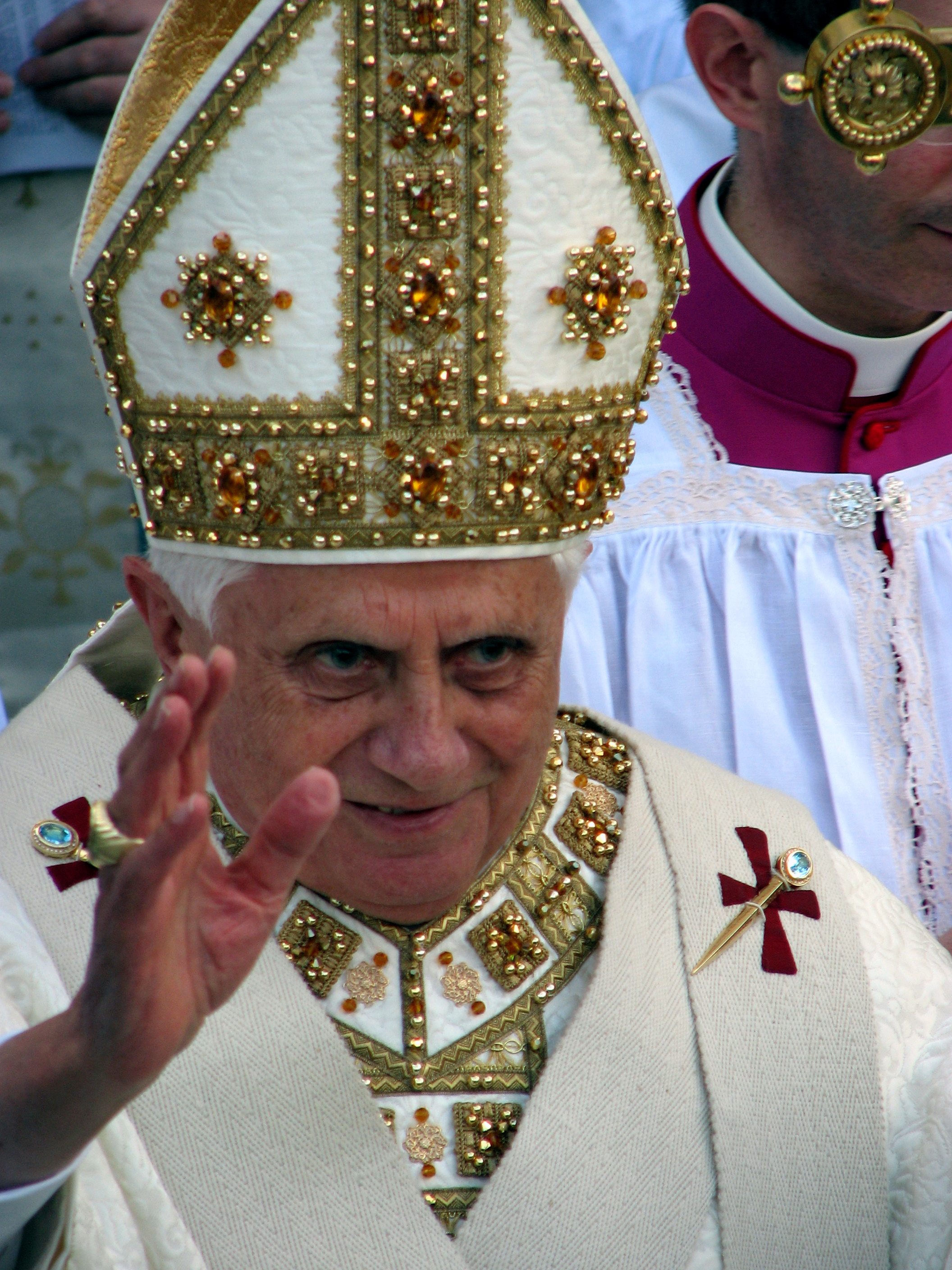
ローマ教皇ベネディクト16世。頭にミトラ (司教冠)を着用している。

キリスト教における祭服（さいふく、英: Vestment）は、主にカトリック教会、正教会、聖公会、ルーテル教会において、聖職者が典礼で用いる衣服や装飾品のこと。他の教派でも典礼用の衣服が用いられ、教派や地域ごとに特徴を持つ。カルヴァン主義ではカトリック由来の華美な祭服が批判されて簡素なものが好まれ、16世紀の宗教改革では争点の1つともなった。その流れを汲む福音派の中には祭服を用いない教会もある。
ざっくりとした区分では西方教会ではキャソック、アルバ、カズラ、ストラ、カッパ・マグナなどを用い、東方教会ではステハリ、エピタラヒリ、オラリ、ポルーチ、フェロン、サッコスなどがある。起源が同じローマ・カトリックと正教会でも外観の相違は大きく、例えばミトラのような同じ名称の装飾であっても、カトリックのミトラ (司教冠)と、正教会のミトラ (宝冠)では形状が全く異なる。

## 歴史
初期の教会組織において幹部や指導者の服装は、一般信徒と特に差異はなく、古代ギリシャ・ローマ世界での標準的なものであったが、聖なる儀式においては清純な服装であることが求められた。その後、4世紀以降に衣服に改造が見られるようになり、また6世紀以降には（地域的差異や独自の発展などはあるものの）世俗社会の服装が変化する中にあって教会はデザインを留めたたために信徒との服装に差異が見られるようになっていく。教会で行われる儀式のために聖別された衣服、すなわち祭服があることで、司祭や聖職者が祭壇で行う職務の神聖性が強調された。カトリック教会における祭服の基本的な様式は13世紀に確立した。
16世紀に起きた宗教改革では、特にカルヴァン派が祭服をカトリック様式の華美なものから簡素化しようとした。イングランドでは国教会改革を巡ってカトリックの様式に準じていた国教会と、カルヴァン主義を奉じるピューリタンが祭服を巡って激しく論争した（祭服論争）。
一方で同じプロテスタントでもルター派は、特にスウェーデン教会などスカンジナビア地域において、宗教改革以前の祭服を保持した。
こうした結果、地域や教派によって様々な祭服が生じた。他方で、プロテスタントの教派には祭服自体を否定するものもおり、第三次大覚醒の著名な指導者の一人で自ら独立教会を運営したドワイト・ライマン・ムーディーはスーツで説教を行った。

## ローマ・カトリック教会

### 司祭服
司祭服（しさいふく）とは、教会の司祭が祭儀（ミサ）のときに着用する衣装のこと。アルバ、ストラ、カズラなどがある。

### 司教服
司教服（しきょうふく）とは、司教が祭儀のときに使用するための衣装のこと。司教のみが着服および携帯することが許されているもので、司教用のカズラ、カッパ・マグナ(Cappa magna)、司教杖、ミトラなどがある。

### 祭服の色目
カトリック教会では4色の祭服（彩色が施されているのはカズラという外套のようなもの）がある。色は「赤」、「白」、「緑」、「紫」。色は季節および祝日によって変更される。これは、教会の暦である「典礼暦」をビジュアル的に表現するために決定された。決定された時期は文献によると1100年代となっている。祭服のみならず、聖堂内で用いられる布等が同様の色合いで統一されることがある。
祭服には、教会暦の時節に従って決められた典礼色が用いられる。

## 東方教会

### 正教会における祭服

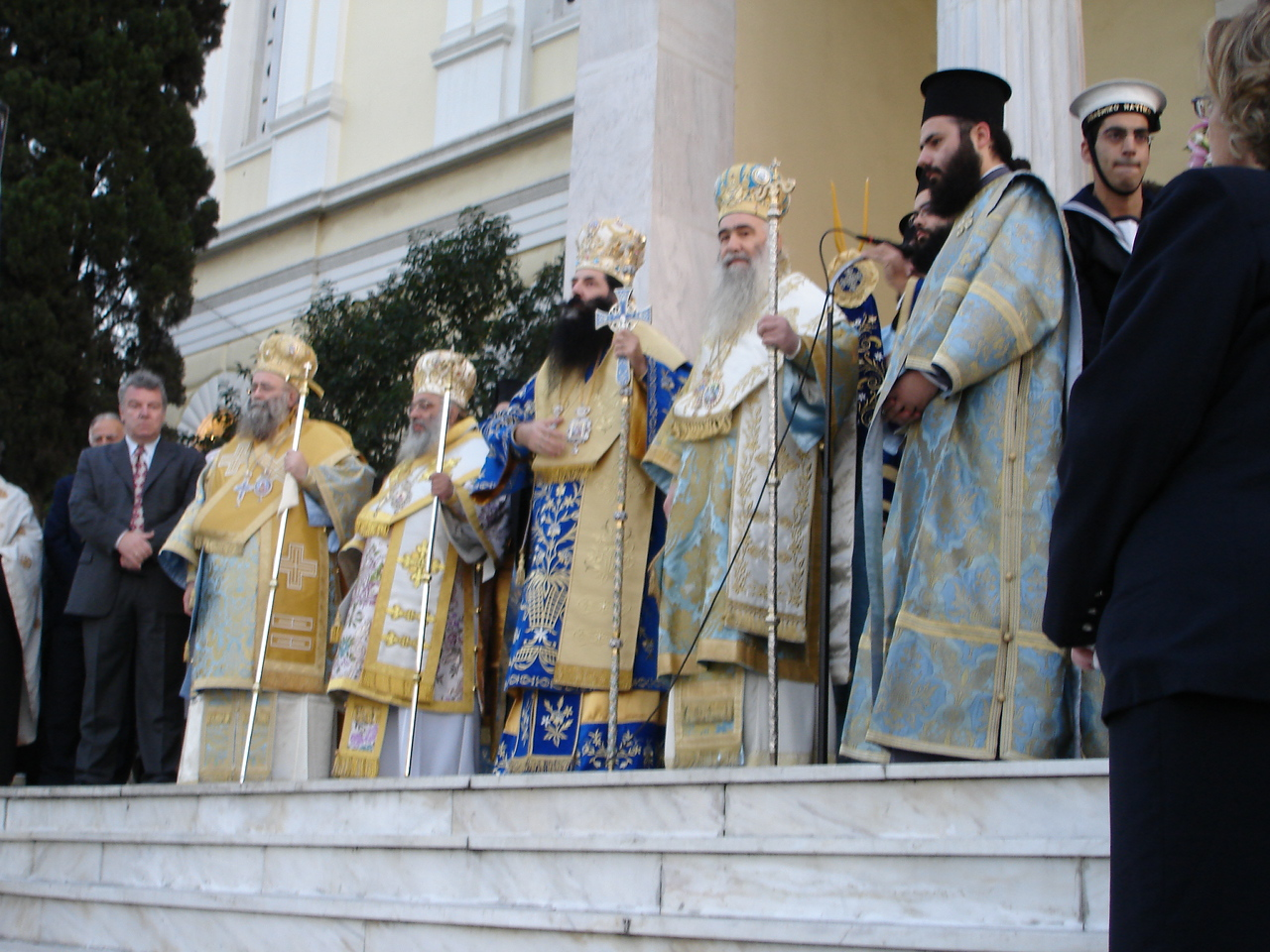
ギリシャ正教会の主教達。祭服を着た手前の5人の内、向って最も右側の人物は輔祭。奉神礼時にのみ着用する祭服を完装している。奉神礼が終わった直後に写真撮影などの為に祭服を直ぐには解かない事は珍しく無いが、奉神礼が終われば直ぐに祭服を解くのが基本である。左手に持つ杖は奉神礼時に用いる権杖。

正教会の祭服は華やかに彩られるものが多いが、こうした祭服は基本的に奉神礼の際のみに着用され、奉神礼以外の場面で着用するのは写真撮影時などに限られる。
正教会においては、輔祭以下の奉神礼における祭服を着用する奉仕者は奉神礼の開始の際に、至聖所に居る最も上位の司祭以上の神品から祝福を得てから、「我が霊は主の為に楽しまん」（日本正教会訳）などの文言で始まる各種祝文（祈祷文）を唱えつつ着用する。着用する祭服ごとに唱える祝文は異なる。司祭と主教は祝福を得ないところ以外は、祈祷文を唱えつつ着用するところは同じである。
主教の場合は聖堂に入堂の直後に、祭服着用を聖堂中央で行う「主教着衣式」が、聖歌が詠隊によって歌われる中で行われることがある。

#### 正教会における祭色

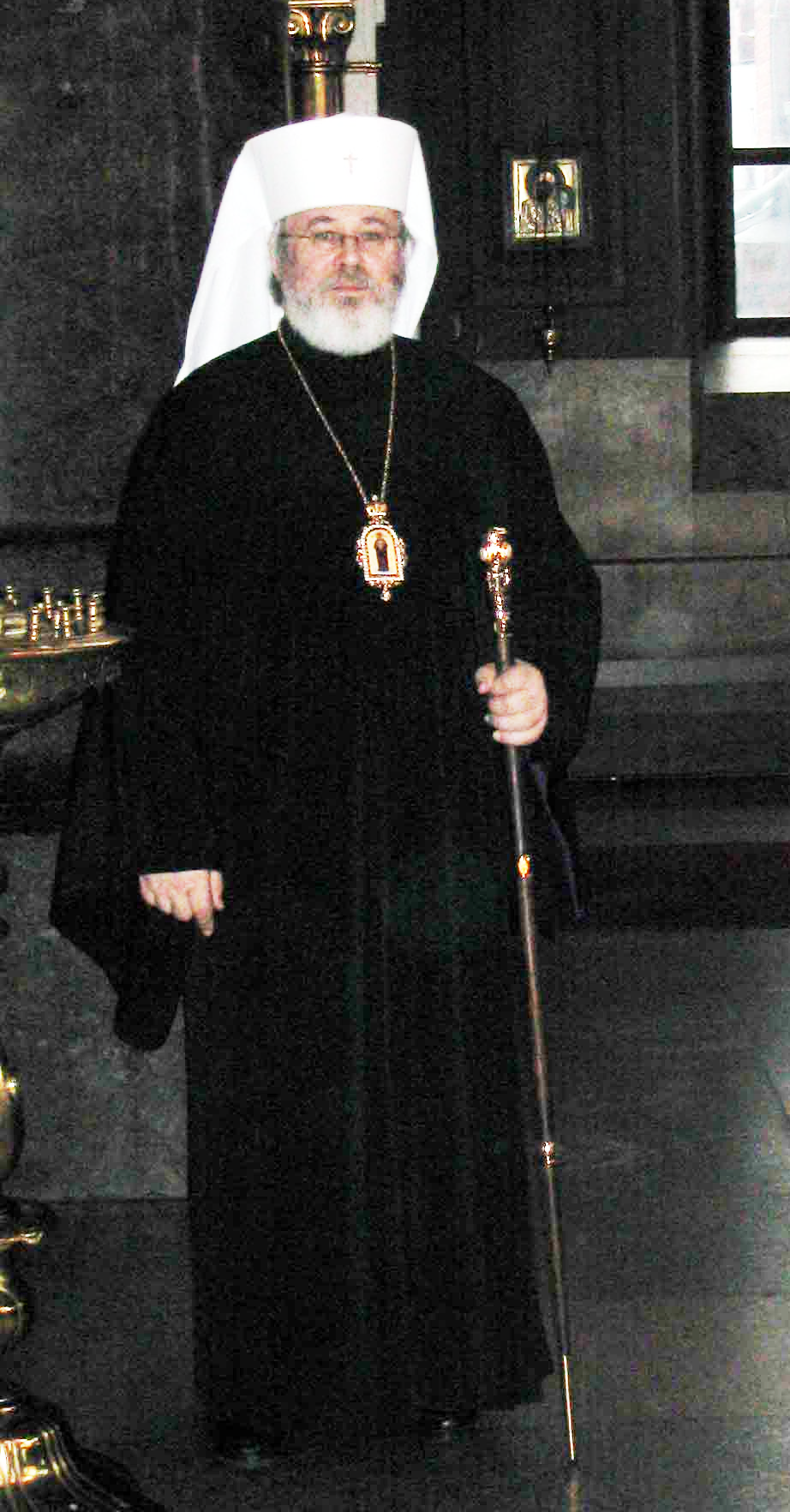
フィンランド大主教レオ。リヤサを着用し、主教品が奉神礼を行う時以外に着用する標準的な服装をしている。ただし日常生活においては、クロブークはより簡略な帽子に代えられる。殆ど一般の修道士と異なるところは無いが、首にかけているパナギアと呼ばれる丸い飾りは、主教のみが着用するものである。左手に持つ杖は奉神礼時以外に用いられるものであり、権杖とは形状が異なる。（ヘルシンキの生神女就寝大聖堂にて撮影）

正教会においても祭服のみならず、聖堂に使用されている布の色も祭色に統一される事がある。ただしこんにちみられるような豊富な祭色の種類は、中世以降、西方教会の影響によって採用されたものというのが定説である。それまでも祭色は正教会にもあったが、より色数が少ないものであったとされている。特に色の豊富なバリエーションはロシア正教会で整備されていった。ただし、これらの祭色は厳密に遵守される事が求められているものでは全くなく、小さな教会では予算上の問題の制約から、最も頻繁に用いる金色と、大斎に用いる紫色のみを用意しているだけの所も珍しく無い。
また、西方教会とは色のパターンにおいて多くが異なる。以下に基本的なものを挙げるが、ロシア正教会ではさらに生神女の祭日に関する色に明青色と暗青色を使い分けたり、黒色を使うなど、ギリシャ系正教会に比べてバリエーションが豊かに存在する。また、地域によって使う色の慣習が異なる場合もある。

## 聖公会

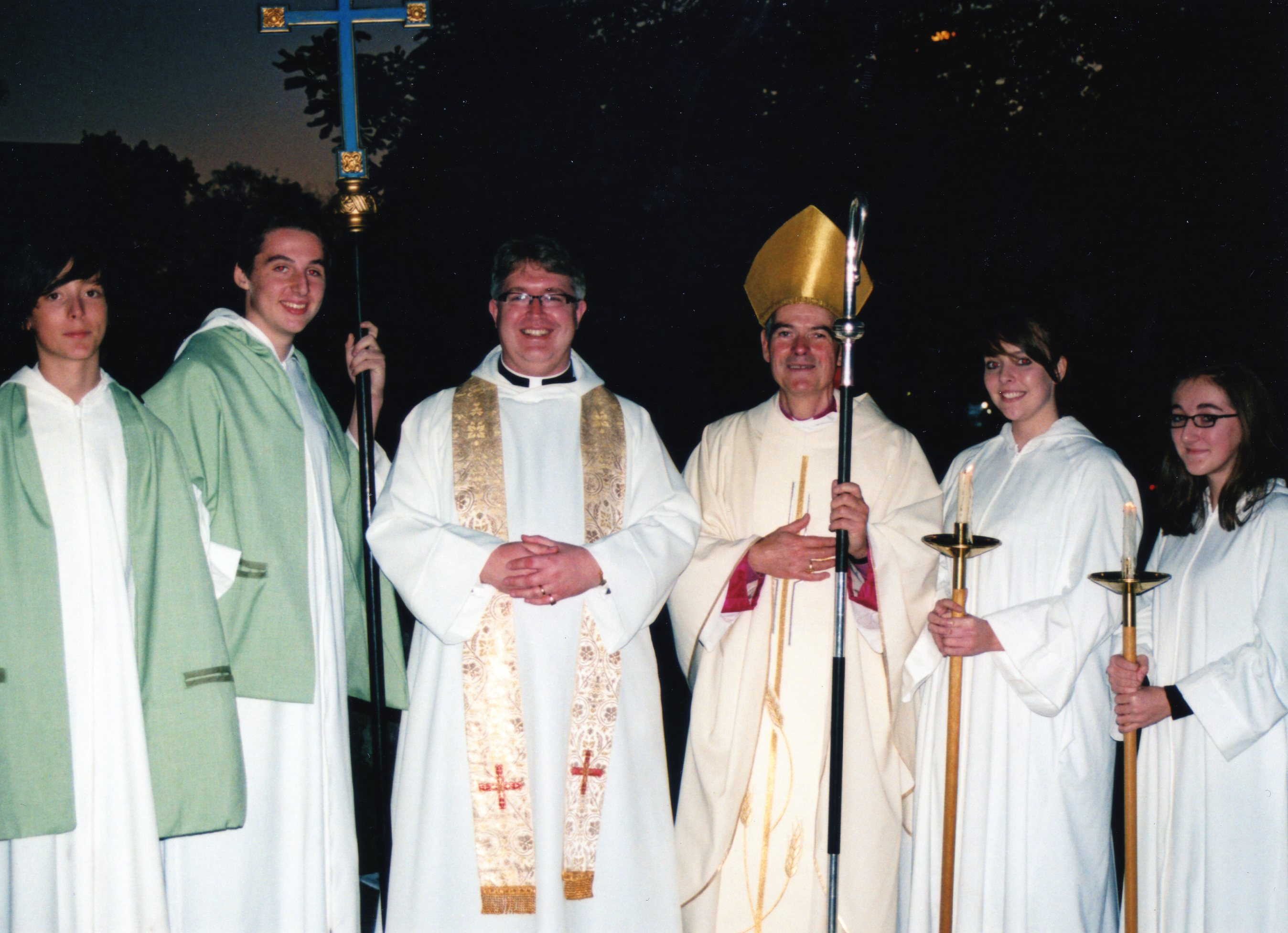
両脇の4名はアコライト（侍者）。中央右側の主教は白色のチャジブル、金色の主教帽（マイター）、牧杖を身に着けている。

聖公会の祭服は特にカトリック教会のものと似通う。ただし、カトリックでいうカズラをチャジブル、ストラをストールと呼ぶなど、英国教会の流れを汲んでいることから英語発音になっている物が多い。また、訳語については聖公会は司教ではなく主教が用いられるため、カトリック教会の「司教冠」（ミトラ）に相当する主教の被りものには「主教帽」の呼び名が当てられる。
聖職者には、主教（bishop）、司祭（priest）、執事（deacon）の3つの職位があり、祭服もそれぞれ共通の部分と異なる部分がある。
また、聖公会の中でもハイ・チャーチと呼ばれる伝統的な典礼の形式を重んじる教会と、プロテスタント的な傾向が強いロウ・チャーチでは慣習が異なったり、教役者個人の考え方で着用に幅がみられる。
カトリック同様に祭色の規定があり、赤（聖霊降臨主日、聖週、聖職按手など）、白（降誕節、復活節、三位一体主日、葬儀など）、紫（降臨節、大斎節、葬儀など）、緑（年間平常主日など）が用いられる。

### 主教
主教には大主教、首座主教、総裁主教等も含まれる。主教は、カラーシャツやキャソックに紫色を用い、胸に届く長さの紐または鎖のついたペクトラルクロスと呼ばれる十字架を首からかける。また袖口を赤いバンドで止めるゆったりとした白い「ロチェット」に、赤または黒の丈の長いチョッキ状のローブである「シミアー」を羽織る。また、「主教帽」（マイター）や、先がゼンマイのようになった「主教杖（牧杖／パストラルスタッフ）」、右手薬指につける主教用の指輪は主教のみが着用を認められている。なお、牧杖と指輪は主教任命式の中で司式主教からする授与される。なお、礼拝時にはシミアーの上から「チャジブル」やマント状の上着「コープ」を着用することがある。

### 司祭
司祭は典礼を行う中心となる役割の職位であり、祭服は司祭が礼拝等で着用するものが基本となる。礼拝時以外の常服としては、多くの聖職者はプリーストカラーの襟のシャツに、スラックス、一般的なジャケットを常用するが、「キャソック」と呼ばれる丈の長い衣服を常用することもある。司祭のカラーシャツやキャソック（アルブキャソック以外）には黒色が用いられる。
礼拝時には、その上に「サープリス」という薄手の白い服を着用したり、「アミス」と「アルブ」、またアミス・アルブ・キャソックが一体になった「アルブキャソック」と呼ばれる白い衣を着用し、「ガーター」（腰ひも）で止め、「ストール」などを着用したりする。唱詠聖餐式などの盛式な礼拝では、ポンチョ状の「チャジブル」を着用することがある。ストールやチャジブルは当日の祭色のものを用いる。聖餐式以外の礼拝などの場合はストールを省略したり、「スカーフ」を着用することがある。

### 執事
執事は司祭の服装に準じるが、ストールを着用する際に、左肩から右腰に斜め掛けにする。また、正装時はダルマチック／ダルマチカを着用する。ダルマチックは両肩付近の垂直の2本の線および、前面・後面にそれを結ぶ2本（執事）または1本（副執事）の線の模様がある。

### 信徒奉事者
聖職者（教役者）以外にも、侍者（アコライト、サーバー）や聖歌隊など礼拝に奉仕する信徒が、アルブキャソックやキャソックとサープリスなどの祭服を着用することがある。陪餐の補助などを行う信徒奉事者は水色のスカーフをつけることがある。

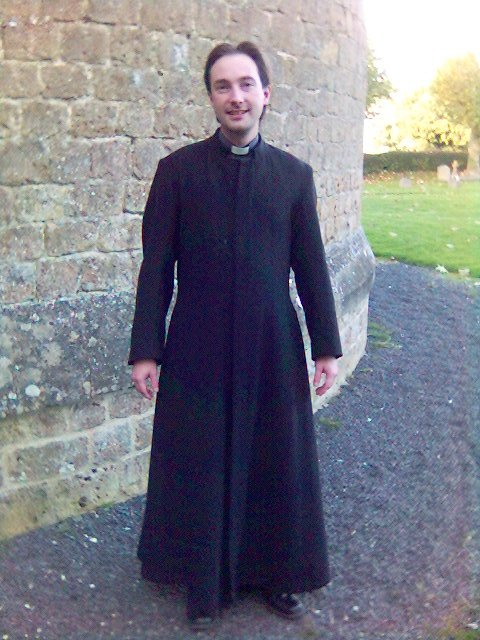
黒いキャソックを着た聖公会の司祭。
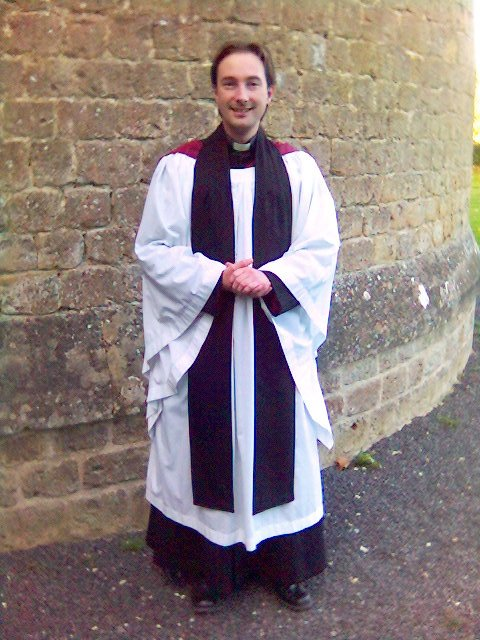
黒いキャソックの上にサープリスを着用し、スカーフを首からかけた聖公会の聖職者。首元の紫色の布はアカデミックフード。
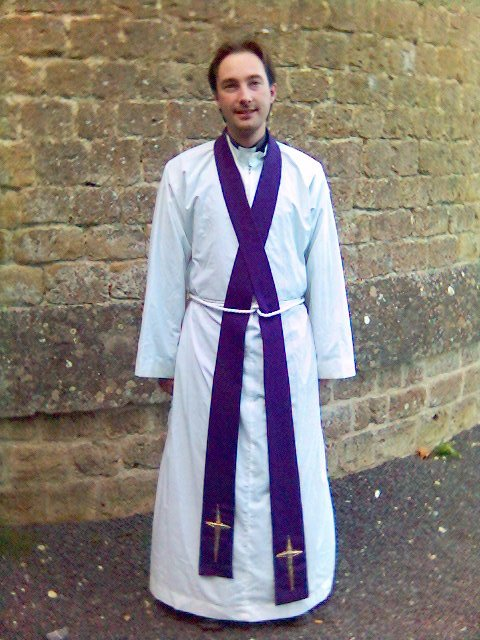
アルブと紫色のストールを着用した聖公会の司祭。チャジブルを着用しない場合は、ストールをクロスさせずそのまま垂らすこともある。
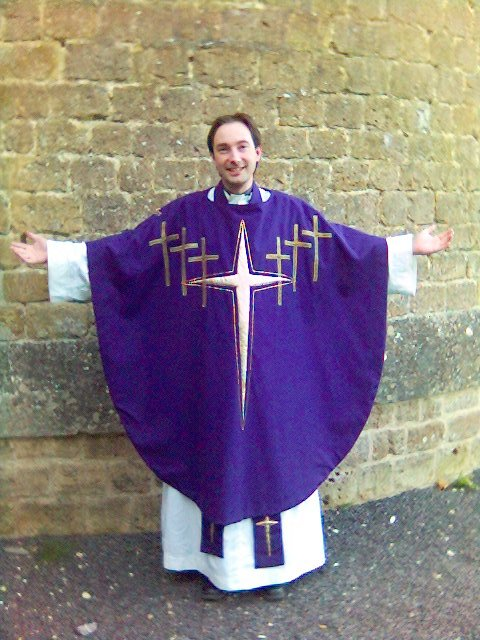
ストールの上からチャジブルを着用した状態。
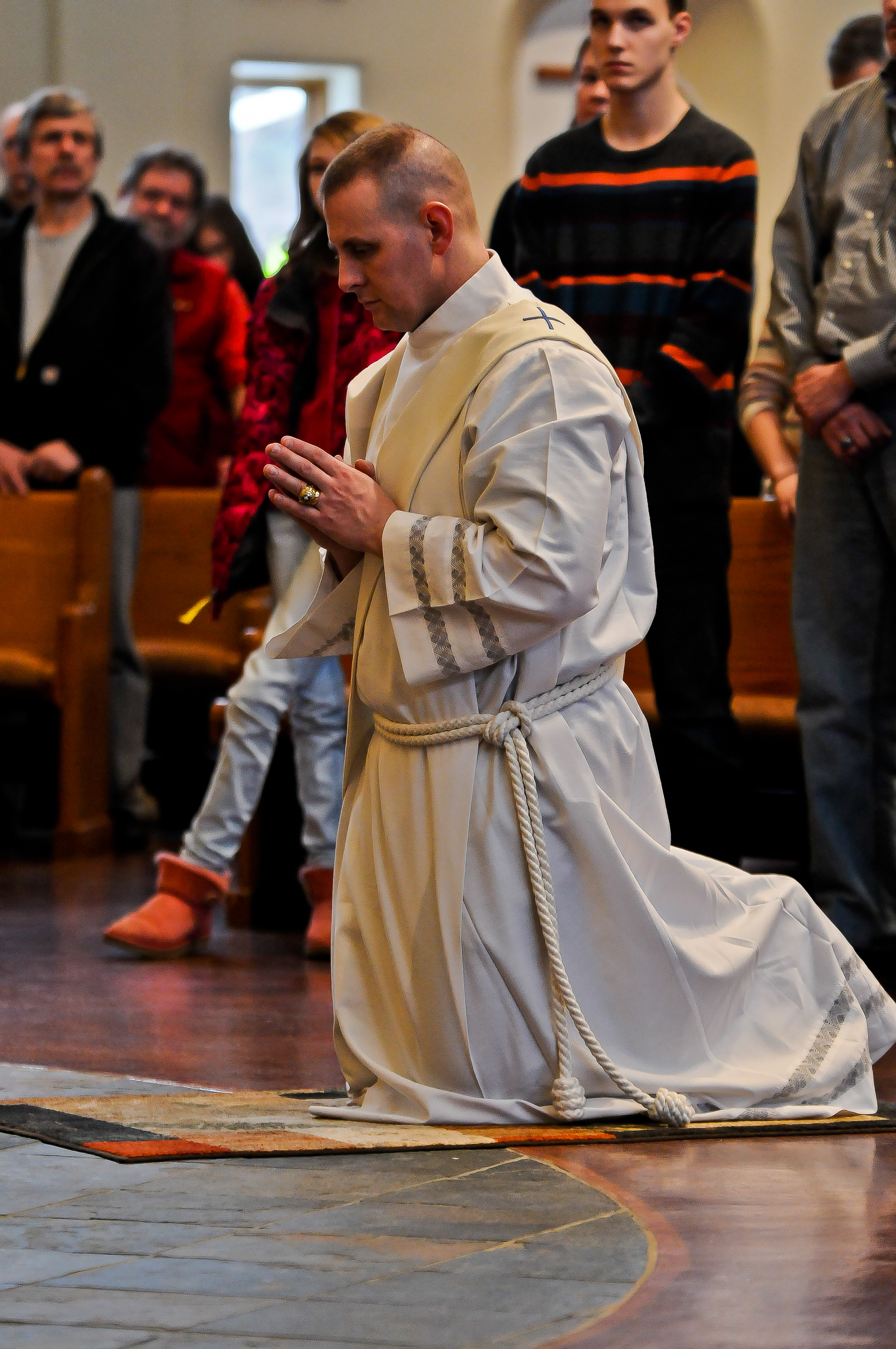
アルブを着用した聖公会の聖職者。白のストールを斜め掛けしていることから、職位が執事であるとわかる。
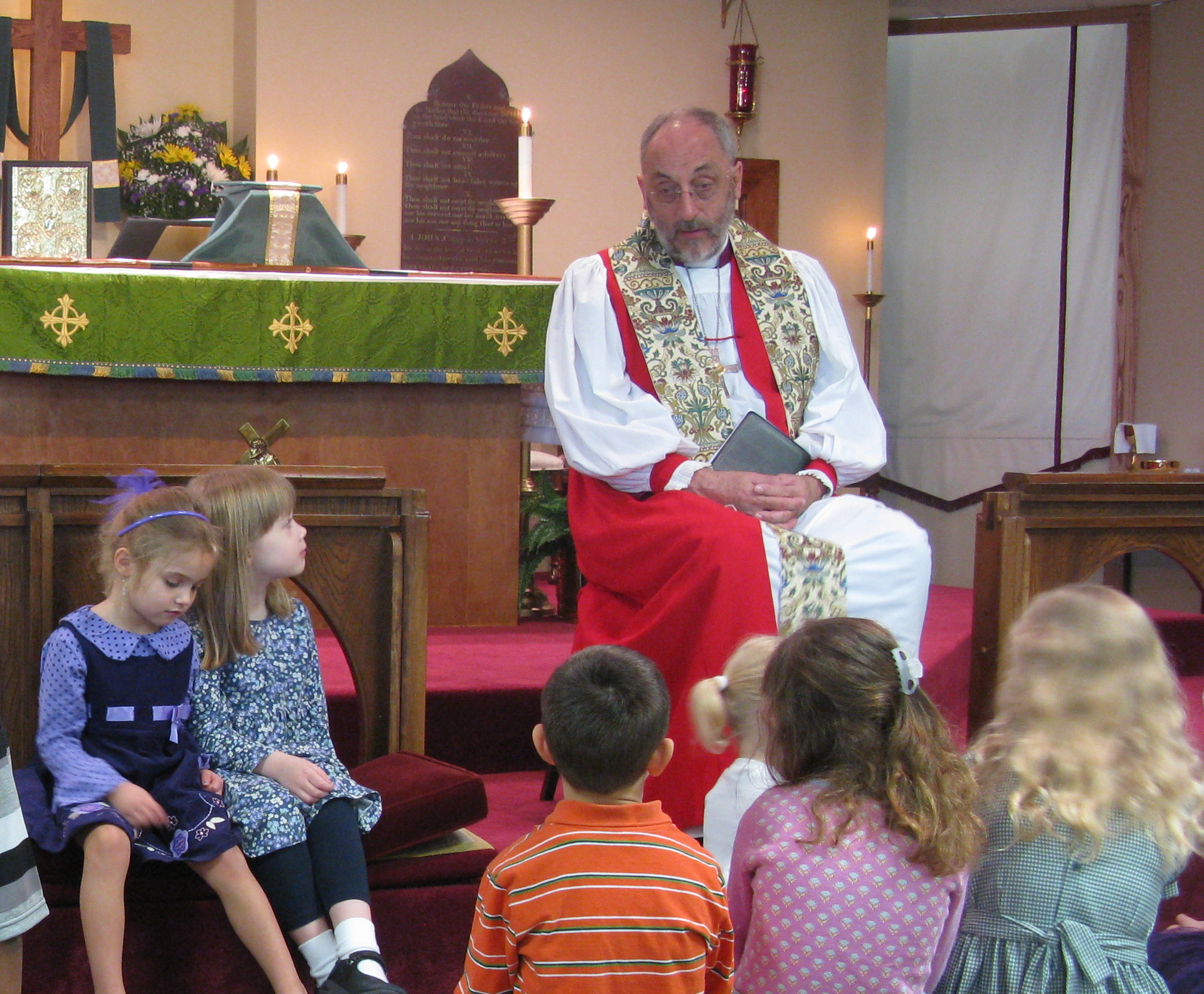
紫色のキャソックの上にロチェットと赤いシミアーを着用し、ストールをつけた聖公会の主教。
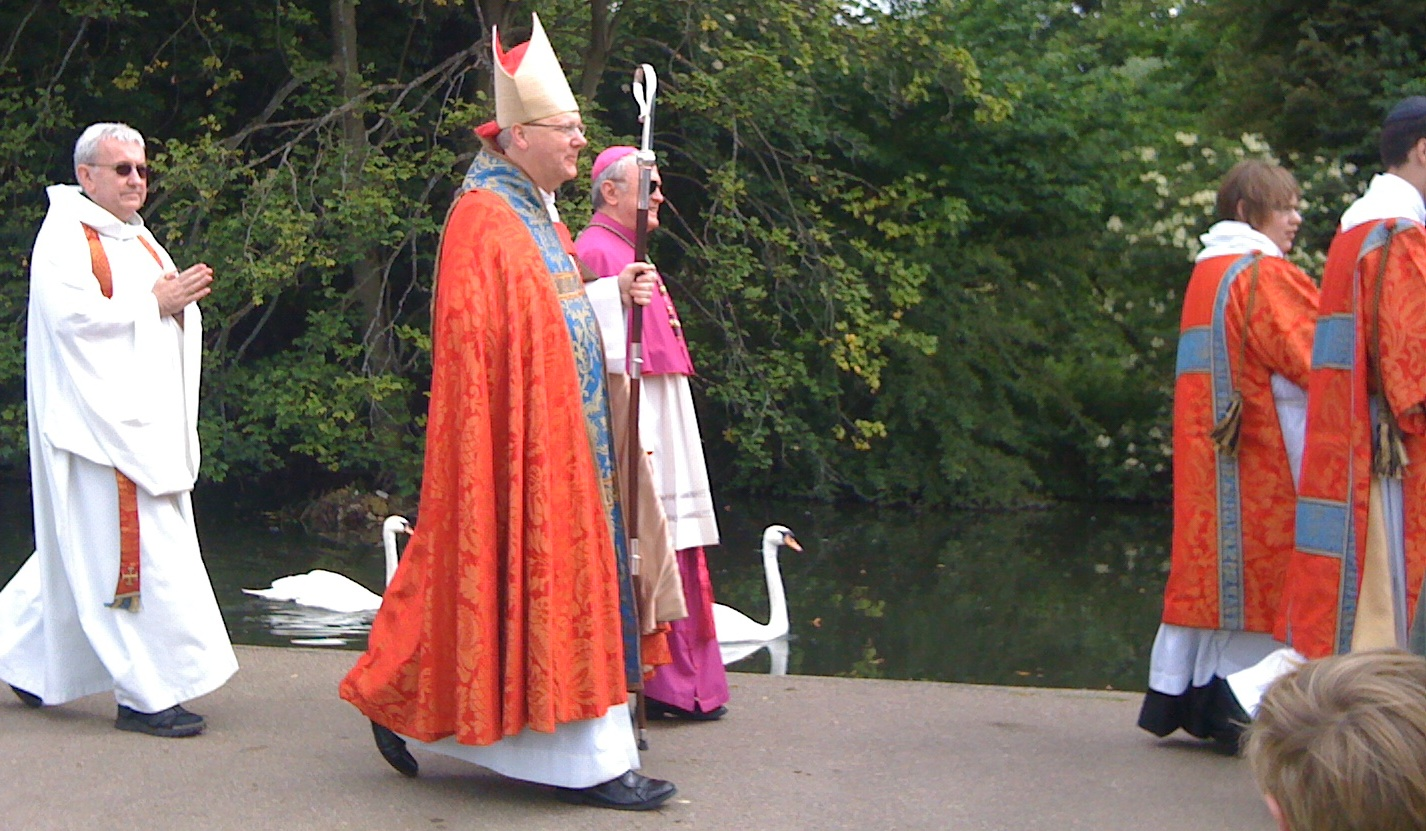
前方(画像右側)の2名がキャソックとスープリスの上にダルマチックを着用。中央の主教の奥にはカトリックの司教の姿がある。写真左・後方の人物は、アルブキャソックに赤いストールを着用した司祭。
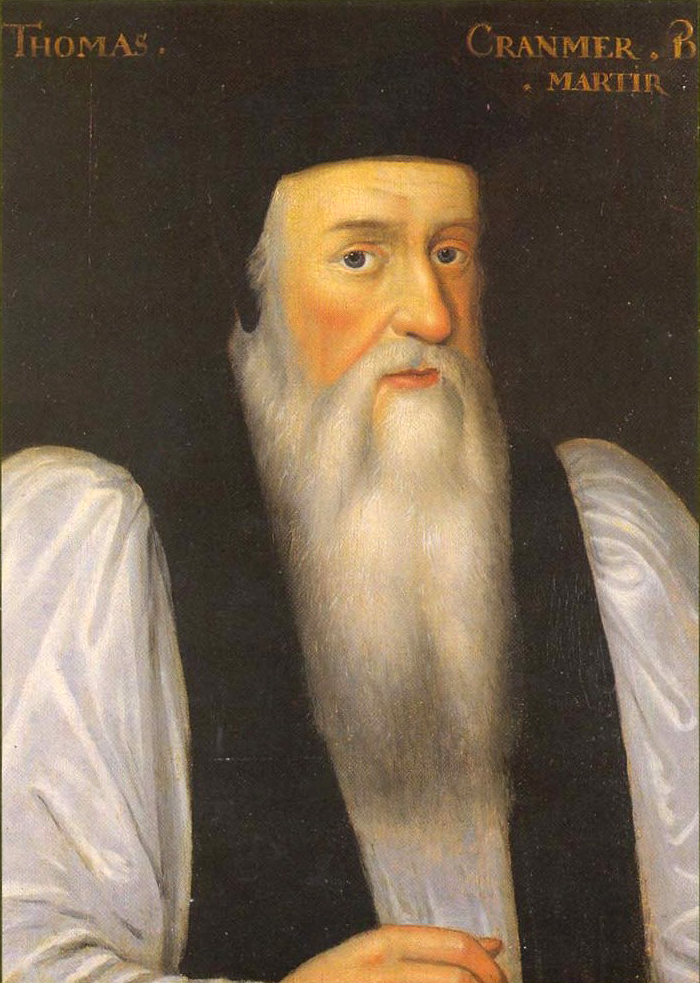
カンタベリー大主教トマス・クランマーの肖像画。ロチェットの上に黒いシミアーを着用している。

## プロテスタント諸派
ルーテル教会では、祭ごとの色は、カトリック教会のものと類似する。
ドイツのルーテル教会においては、ジュネーヴ・ガウン（w:Geneva gown）と呼ばれる黒の長衣と白のタイを着用することが多いが、北欧およびそれにルーツを持つルーテル教会においては、アルバにストラという、ローマ・カトリックや聖公会に近い服装が多い。
なお、プロテスタント教会では、祭服（主にガウンと呼ばれている）の色には特に規定はないことが多い。そもそも特定の祭服を用意しない教会もある。ただし、カトリック教会の典礼や東方教会の奉神礼を取り入れるなどしている教会の中には、カトリック・聖公会・正教会と同様の祭服・祭色を採用している教会（エヴァンジェリカル・オーソドックス教会など）も稀に存在する。

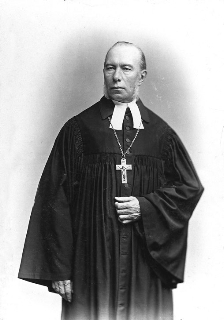
ドイツのルーテル教会牧師
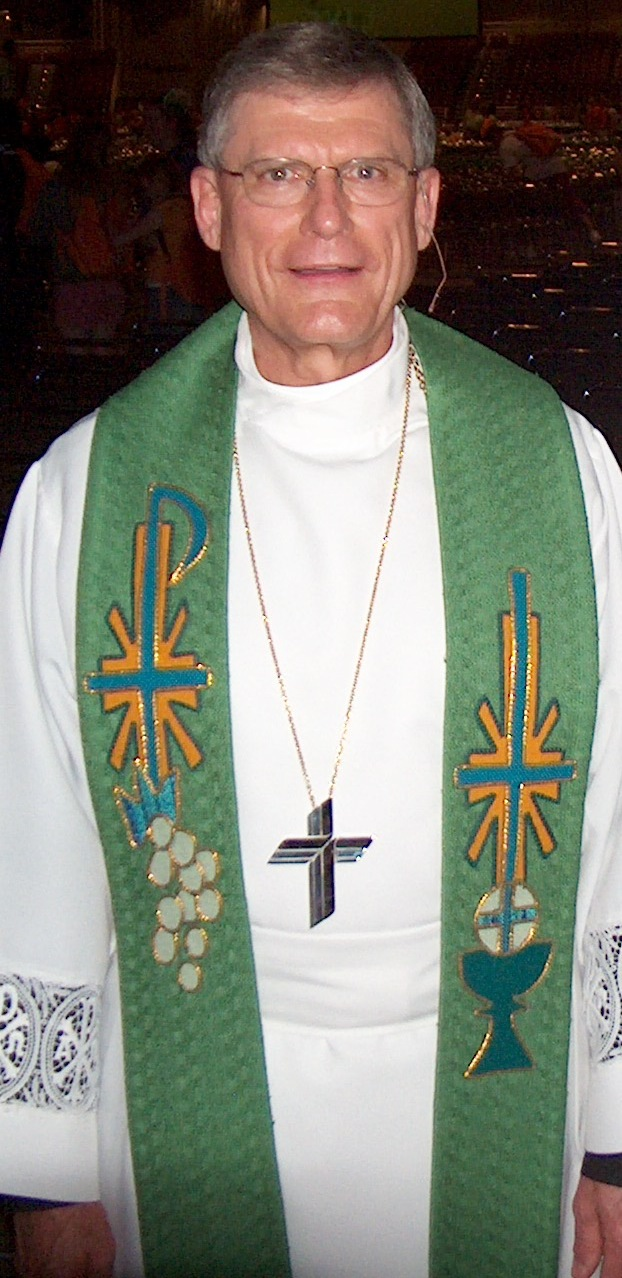
米国のルーテル教会牧師
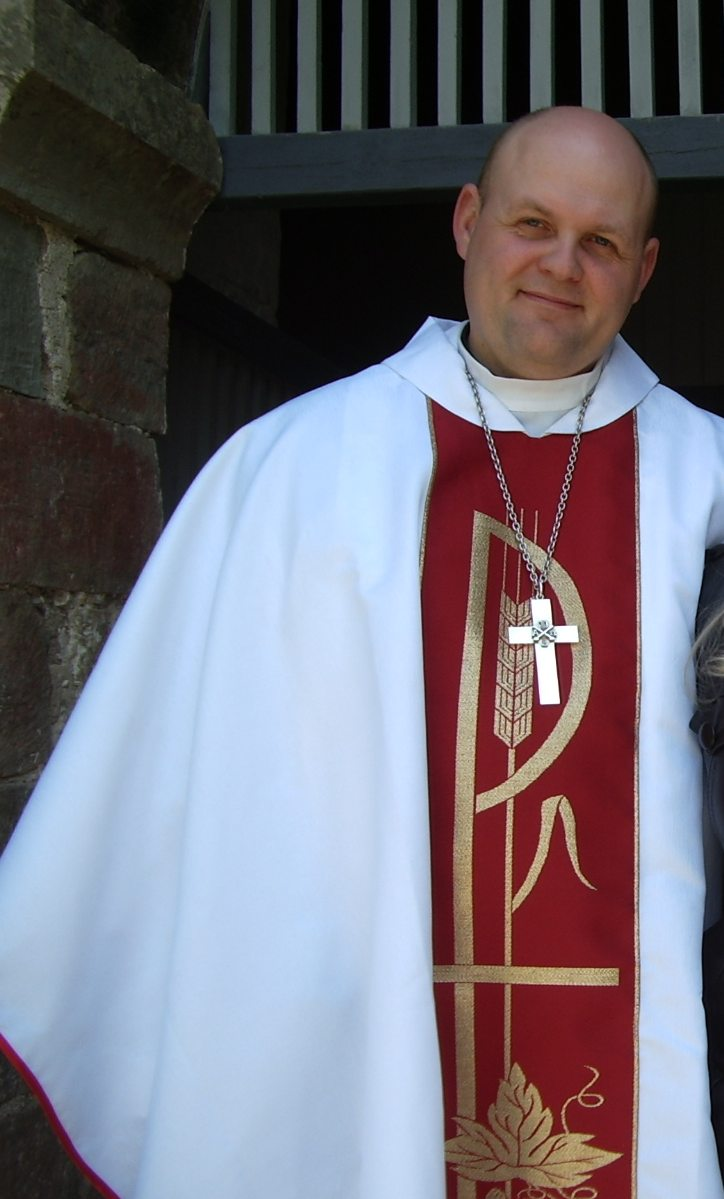
カズラを着用したエストニアのルーテル教会牧師
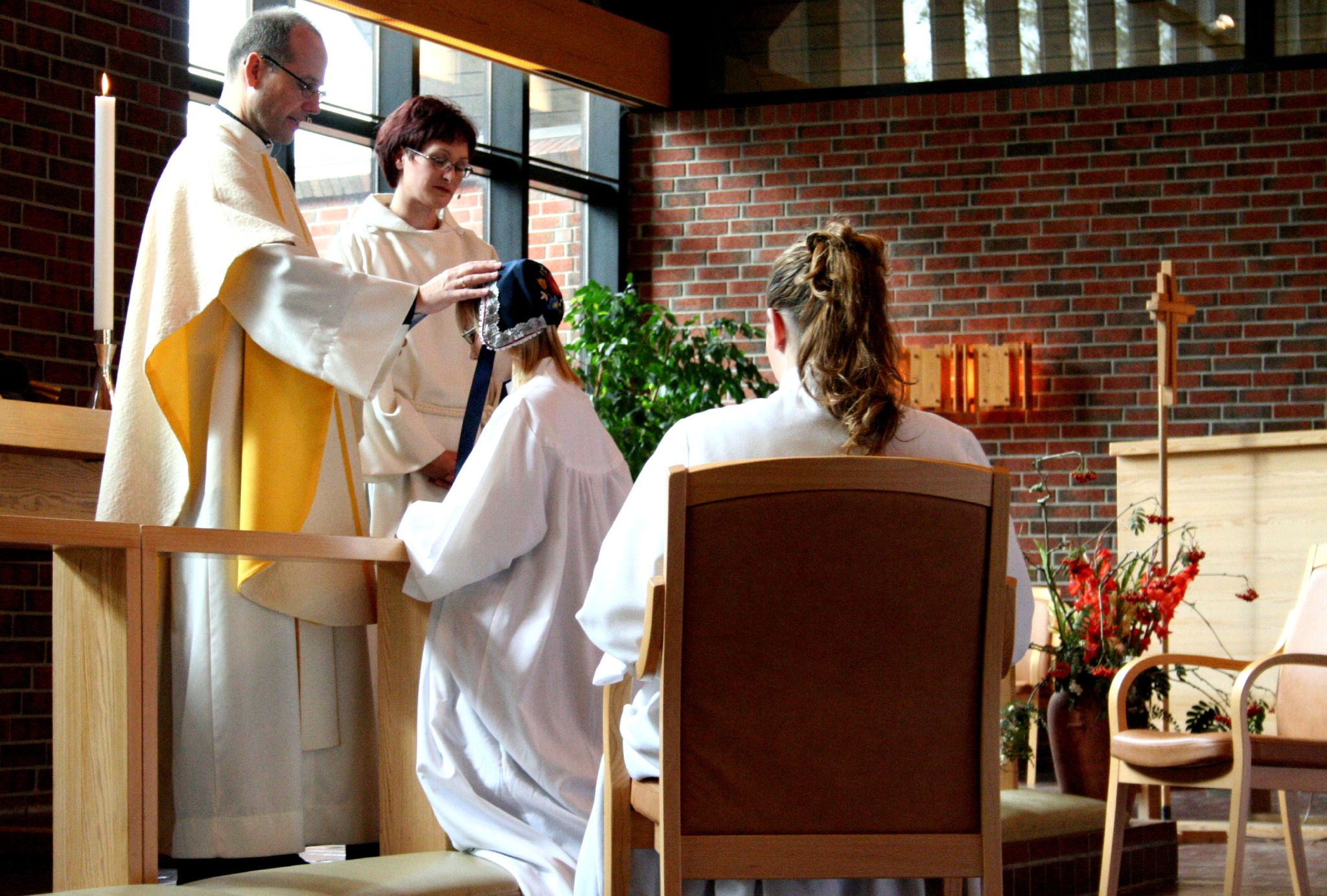
ノルウェー国教会の監督による堅信式
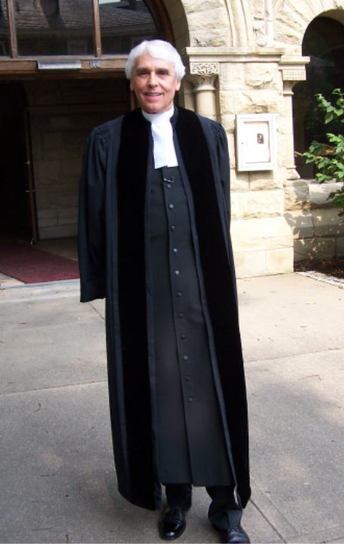
ジュネーヴ・ガウンを着用した長老派牧師

## 参考図書
- 八木谷涼子『知って役立つキリスト教大研究』 新潮OH!文庫 ISBN 978-4-10-290133-5(4-10-290133-7)